# Alois Garg
Alois Garg (* 6. September 1912 in Düsseldorf; † nach 1986) war ein deutscher Film- und Theaterschauspieler, Hörspielsprecher und Regisseur.

## Wirken
Garg war ab den frühen 1950er-Jahren als Theaterschauspieler an den Kölner Kammerspielen tätig, zu sehen etwa in Stücken von Carl Sternheim oder 1957 in Arthur Schnitzlers Groteske Der grüne Kakadu.  1951 führte er Regie bei der Hörspielfassung von Franz Werfels Der veruntreute Himmel (mit Hilde Engel, Else Brückner und Anette Roland) und Christian Bocks Hörspiel Das sonderbare Telefon (u. a. mit Dirk Dautzenberg).
Garg wirkte ab den späten 1950er-Jahren in zahlreichen Fernsehproduktionen u. a. unter der Regie von Imo Moszkowicz, Edward Rothe, Rudolf Sellner, Heinz Wilhelm Schwarz und Wilhelm Semmelroth mit. Er war auch in der Fernsehserie Der dritte Handschuh (1967) zu sehen. In den folgenden Jahren arbeitete er mit Regisseuren wie Hansjürgen Pohland, Claus Peter Witt und peter Zadek, in den 1970er-Jahren noch mit Joachim Hess und Peter Podehl. Seine letzte Rolle als Dichter Émile Robinet hatte er in der Anouilh-Verfilmung Colombe.
Seit den späten 1940er-Jahren betätigte Garg sich auch als Hörspielsprecher für den NWDR und den WDR, u. a. in den Hörspielen Hauptmann von Köpenick (1951), Schmutzige Hände (nach Jean-Paul Sartre, Regie: Karl Peter Biltz), Sie klopfen noch immer über den Untergang des Schiffs Tirpitz (Regie: Eduard Hermann) und in Willkit Greuèls Hörspiel Der verwaltete Engel. Eine Familiengeschichte in 11 Teilen (1986). Zu hören war er auch in Sherlock-Holmes-Hörspielen und Der abenteuerliche Simplicissimus Teutsch (mit Hans Clarin und Rolf Schult). Er trat weiter auch als Schauspieler auf, so um 1972 als Cleanthe in Molières Der eingebildete Kranke, an der Seite von René Deltgen, Irmgard Först, Wilhelm Pilgram und Josef Quadflieg am Schauspiel Köln auf; als Regisseur war er u. a. für das Kölner Gürzenich tätig.

## Filmografie
- 1956: Das Geheimnis der Makkaroni (Regie: Peter A. Horn)
- 1956: Das lange Weihnachtsmahl (Regie: Hannes Tannert)
- 1957: Der trojanische Krieg findet nicht statt (Regie: Rudolf Sellner)
- 1960: Stunden des Schreckens (Regie: Herbert Wenk)
- 1962: Daphne Laureola  (Regie: Heinz Wilhelm Schwarz)
- 1963: Der Fall Sacco und Vanzetti (Regie: Edward Rothe)
- 1965: König Nicolo oder So ist das Leben (Regie: Wilhelm Semmelroth)
- 1966: Acits (Regie: Imo Moszkowicz)
- 1966: Nach Damaskus (Regie: Wilhelm Semmelroth)
- 1967: Der dritte Handschuh (Fernsehserie, Regie: Eberhard Itzenplitz)
- 1967: Dieser Mann und Deutschland (Regie: Hansjürgen Pohland, Heinz von Cramer)
- 1968: Mathilde Möhring (Regie: Claus Peter Witt)
- 1969: Rotmord (Regie: Peter Zadek)
- 1974: Das letzte Testament (Regie: Joachim Hess)
- 1973–75: Lemmi und die Schmöker (Kinderserie, Regie: Peter Podehl)
- 1981: Colombe (Regie: Heinz Wilhelm Schwarz)

## Hörspiele (Auswahl)

### Regie
- 1950: Hermann Kesser: Schwester Henriette (SWF)
- 1950: Ferenc Molnár: Eins, zwei, drei (auch Bearbeitung) (SWF)
- 1951: Franz Werfel: Der veruntreute Himmel (SWF)
- 1951: James Dale: Dein Herz für mich und meinen Hund (SWF)
- 1952: Christa Maria Piontek, Paul Hühnerfeld: Es war ein ungewöhnlich langer Tag (SWF)
- 1952: Walter Kolbenhoff: Der arme Mann von Gorgonzola (SWF)
- 1952: Christian Bock: Das sonderbare Telefon (SWF/RB)
- 1953: Josef Martin Bauer: Der gerechte Herr Boll (SWF)
- 1962: E. T. A. Hoffmann: Nussknacker und Mausekönig (SWF)

### Sprecher
Garg wird bei der ARD-Hörspieldatenbank in über 440 Datensätzen als Sprecher geführt. 